# إدي ماثيوز
إدوين لي ماثيوز (13 أكتوبر 1931 - 18 فبراير 2001) رجل قاعدة ثالث للبيسبول الأمريكي. لعب 17 مواسم لبوسطن وميلوكي وأتلانتا بريفز (1952-1966) ؛ هيوستن أستروس (1967) و ديترويت تايغرز (1967–68). تم تشريفه في قاعة مشاهير البيسبول الوطنية في عام 1978 ، وهو اللاعب الوحيد الذي مثل برافز في المدن الأمريكية الثلاث التي أطلقوا عليها اسم المنزل., لعب 1944 مباراة مع برايفز خلال فترة رئاسته التي استمرت 13 موسمًا في ميلووكي - رئيس مسيرة ماثيوز.

## روابط خارجية
- إدي ماثيوز على موقع دوري كرة القاعدة الرئيسي (الإنجليزية)
- إدي ماثيوز على موقعبيزبول رفرنس.كوم (الدوري الرئيسي) (الإنجليزية)
- إدي ماثيوز على موقعبيزبول رفرنس.كوم (الدوري الثانوي) (الإنجليزية)
- إدي ماثيوز على موقع جمعية أبحاث البيسبول الأمريكية (الإنجليزية)
- إدي ماثيوز على موقع إي إس بي إن.كوم (أم.أل.بي) (الإنجليزية)
- إدي ماثيوز على موقع مشجعي الرسوم البيانية (الإنجليزية)
- إدي ماثيوز على موقع قاعة مشاهير كرة القاعدة (الإنجليزية)

- إدي ماثيوز at the Baseball Hall of Fame
- Audio: Matthews' 500th career home run as called by Harry Kalas in 1967
- Profile of Mathews in 1989[وصلة مكسورة]
- إدي ماثيوز على موقع فايند أغريف

| سبقه Vern Law & Willie McCovey | Major League Player of the Month ‏ September 1959 | تبعه روبرتو كليمنت |